# کامچاتکا تایگا
منطقه اکولوژیکی کامچاتکا تایگای (شناسه ووف: پی آ ۰۶۰۴) یک «جزیره مخروطی» در وسط شبه جزیره کامچاتکا، در امتداد رودخانه کامچاتکا است. این شرقی‌ترین نمونه تایگای سیبری است. این منطقه شرایط اکولوژیکی غیرمعمولی دارد، یک «جنگل برفی» که ترکیبی از دمای پایین، رطوبت بالا و جنگل‌های شمالی با بارش برف سنگین است. اکولوژی محلی نیز تحت تأثیر فعالیت‌های آتشفشانی قرار دارد. این منطقه حدود ۳۰۰ کیلومتر طول (شمال-جنوب) و به‌طور متوسط حدود ۱۰۰کیلومتر غرب به شرق. این منطقه در قلمرو پالئارکتیک و عمدتاً در جنگل‌های شمالی/منطقه اکولوژیکی تایگا با آب و هوای مرطوب قاره‌ای و آب و هوای خنک تابستانی قرار دارد. این منطقه ۱۴۷٬۰۶۴ کیلومتر مربع (۵۶٬۷۸۲ مایل مربع) پوشش می‌دهد.

## مکان و توضیحات
این منطقه اکولوژیکی در دره مرکزی شبه جزیره کامچاتکا، بین کوه‌های سردینی در غرب (این کوه‌ها خط الراس اصلی در وسط شبه جزیره را تشکیل می‌دهند) و کوه‌های شرقی در شرق واقع شده است. رشته کوه‌های موازی به‌طور متوسط حدود ۳۵۰۰ فوت ارتفاع دارند و به‌طور ناگهانی به کف دره رودخانه کامچاتکا که بین آنها جریان دارد، می‌ریزند. دشت رودخانه مرطوب و آبرفتی است، خاک‌ها آندوسول (آتشفشانی سیاه) و گلیسول (خاک‌های آب زیرزمینی اشباع شده) هستند. این منطقه اکولوژیکی توسط توندرای کوه کامچاتکا و توندرای جنگلی و مراتع کامچاتکا-کوریل و جنگل‌های پراکنده احاطه شده است. این منطقه اکولوژیکی در عرض‌های جغرافیایی نسبتاً بالایی (۵۵ تا ۵۷ درجه شمالی) قرار دارد.

## آب و هوا
آب و هوای این منطقه اکولوژیکی ، آب و هوای قاره‌ای مرطوب با تابستان‌های خنک است اقلیم جنب‌شمالگان. این آب و هوا کمی قاره‌ای‌تر از مناطق ساحلی و کوهستانی است و قادر به پشتیبانی از کشاورزی بسیار حاشیه‌ای، عمدتاً دامداری، می‌باشد. این منطقه بیشتر اوقات پوشیده از ابر است - کامچاتکا یکی از بالاترین سطوح پوشش ابر در جهان را دارد و میانگین بارندگی آن بیش از ۱۵ روز در ماه است. این شبه جزیره تحت تأثیر جریان خنک دریای اوخوتسک در غرب و جریان کامچاتکای شرقی است که در امتداد ساحل شرقی اقیانوس آرام به سمت جنوب غربی جریان دارد.
دوره رشد ۹۰ تا ۱۱۹ روز است. به دلیل تابستان‌های گرم‌تر و پوشش برف در زمستان، در این منطقه اکولوژیکی هیچ لایه منجمد دائمی وجود ندارد.

## فلورا
در پایین‌ترین ارتفاعات جنگل‌های کاج اروپایی داوریان (سیاه‌کاج داهوری)، صنوبر یزو (نوئل سیاه‌تنه) و توس سفید ژاپنی (بتولا پلاتیفیلا) قرار دارند. توس سنگی (توس ارمان) نیز در این منطقه یافت می‌شود.

## جانوران
این منطقه به خاطر جمعیت‌های بزرگ خرس قهوه‌ای کامچاتکا، بزرگ‌ترین خرس اوراسیا، شناخته شده است. از دیگر گونه‌های متمایز می‌توان به قوچ برفی، گوزن شمالی، موش خرمای کوهی سیاه (مارموتا کامچاتیکا) و زیرگونه‌ای از سمور (سمور سیبری) مخصوص کامچاتکا اشاره کرد. رودخانه‌های این منطقه محل تخم‌ریزی مهمی برای ماهی‌های مهاجر هستند - همه گونه‌های ماهی قزل‌آلا در این جزیره یافت می‌شوند.

## محافظت‌ها
هیچ منطقه حفاظت‌شده‌ای در سطح فدرال در این منطقه اکولوژیکی وجود ندارد.

## تهدیدها
جنگل‌های دره مرکزی قرن‌هاست که تحت فشار قطع درختان بوده‌اند. تخمین زده می‌شود که تنها ۲٫۱ درصد از جنگل در وضعیت اولیه خود قرار دارد، اما افزایش فعالیت‌های حفاظتی، بخش بیشتری از این منطقه را تحت حفاظت قرار داده است.

## مناطق شهری و سکونتگاه‌ها
هیچ شهری در این منطقه وجود ندارد و تنها تعداد انگشت‌شماری سکونتگاه وجود دارد. جاده‌ای در امتداد رودخانه کامچاتکا و یک فرودگاه کوچک در شهر کوزیرفسک وجود دارد؛ به غیر از این، این منطقه جمعیت بسیار کمی دارد.